# Gabon aux Jeux olympiques d'été de 2008
Le Gabon participe aux Jeux olympiques d'été de 2008 à Pékin.

## Athlètes engagés

### Athlétisme

#### Hommes
| Athlète             | Épreuve    | Séries  | Séries | Quarts de finale | Quarts de finale | Demi-finales | Demi-finales | Finale | Finale |
| Athlète             | Épreuve    | Temps   | Rang   | Temps            | Rang             | Temps        | Rang         | Temps  | Rang   |
| ------------------- | ---------- | ------- | ------ | ---------------- | ---------------- | ------------ | ------------ | ------ | ------ |
| Wilfried Bingangoye | 100 mètres | 10 s 87 | 6e     | -                | -                | -            | -            | -      | -      |

#### Femmes
| Épreuve    | Athlète                    | Séries   | Séries | Quarts de finale | Quarts de finale | Demi-finales | Demi-finales | Finale   | Finale |
| Épreuve    | Athlète                    | Résultat | Rang   | Résultat         | Rang             | Résultat     | Rang         | Résultat | Rang   |
| ---------- | -------------------------- | -------- | ------ | ---------------- | ---------------- | ------------ | ------------ | -------- | ------ |
| 100 mètres | Paulette Ruddy Zang-Milama | 11.62    | 3e Q   | 11.59            | 7e               | -            | -            | -        | -      |

### Judo
- - de 48 kg femmes : Sandrine Ilendou

### Taekwondo
- - 80 kg hommes : Lionel Baguissi